# Torturing and Eviscerating Live
Torturing and Eviscerating Live è il terzo album dal vivo (insieme a Live Cannibalism del 2000 e Global Evisceration del 2011) dei Cannibal Corpse, registrato nel maggio 2010 allo State Teather a Tampa, Florida.
Originariamente è stato pubblicato insieme al box-set "Dead Human Collection: 25 years of Death Metal", che celebra i 25 anni di carriera della band e contiene tutti i dischi pubblicati da quest'ultima.
L'album è comunque reperibile singolarmente in formato digitale, pubblicato il 12 aprile 2013 in Europa e il 16 aprile dello stesso anno in Nord America.
Data l'ottima qualità di registrazione il disco non si può considerare a tutti gli effetti un Bootleg dal vivo.

## Tracce
1. A Skull Full Of Maggots – 2:20
2. Gutted – 3:24
3. I Cum Blood – 4:12
4. Staring Through The Eyes Of The Dead – 3:43
5. Devoured By Vermin – 3:20
6. I Will Kill You – 2:52
7. Pounded Into Dust – 2:29
8. Pit Of Zombies – 4:21
9. The Wretched Spawn – 4:06
10. Make Them Suffer – 3:18
11. Evisceration Plague – 4:47
12. Scourge Of Iron – 4:53

## Formazione
- George "Corpsegrinder" Fisher – voce
- Pat O'Brien – chitarra
- Rob Barrett – chitarra
- Alex Webster – basso
- Paul Mazurkiewicz – batteria